# Гнилище (Островський район)
Гнилище (рос. Гнилище) — присілок в Островському районі Псковської області Російської Федерації.
Населення становить 24 особи. Входить до складу муніципального утворення Островська волость.

## Історія
Від 2015 року входить до складу муніципального утворення Островська волость.

## Населення
| 2001 | 2002 | 2010 |
| ---- | ---- | ---- |
| 33   | ↘29  | ↘24  |